# دوري كرة القدم الإنجليزي 1969–70
دوري كرة القدم الإنجليزي 1969–70 (بالإنجليزية: 1969–70 Football League First Division)‏ هو موسم من دوري كرة القدم الإنجليزي. أقيم خلال الفترة 9 أغسطس 1969 وحتى 2 مايو 1970، وفاز فيه نادي إيفرتون.